# Пам'ятки археології Теплицького району
У Теплицькому районі Вінницької області під обліком перебуває 25 пам'яток археології.
| №   | Охоронний № | Найменування пам'ятки                                                                             | Пам'яток у комплексі | Адреса            | Дата (епоха)                         | Дата відкриття або виявлення | Автори (дослід.)        | Рішення про взяття під охорону |
| --- | ----------- | ------------------------------------------------------------------------------------------------- | -------------------- | ----------------- | ------------------------------------ | ---------------------------- | ----------------------- | ------------------------------ |
| 1.  | 834         | Поселення черняхівської культури                                                                  |                      | смт Теплик        | II-IV ст. ст. н.е.                   | 1920 р.                      | Курінний П. П.          | №31310.06.1971 р.              |
| 2.  | 139         | Курган                                                                                            |                      | смт Теплик        |                                      | 1983 р.                      | к. і. н. П. І. Хавлюк   | №22822.05.1986 р.              |
| 3.  | 106         | Могильник курганний                                                                               | 2                    | с. Веселівка      |                                      | 1983 р.                      | к. і. н. П. І. Хавлюк   | №22726.06.1987 р.              |
| 4.  | 107         | Кургани                                                                                           | 3                    | с. Веселівка      |                                      | 1983 р.                      | к. і. н. П. І. Хавлюк   | №22726.06.1987 р.              |
| 5.  |             | Поселення черняхівської культури                                                                  |                      | с. Велика Мочулка | III-IV ст. ст. н.е.                  | 2011 р.                      | Потупчик М.Є.           | щойно виявлена                 |
| 6.  | 140         | Могильник курганний /4/                                                                           | 4                    | смт Теплик        |                                      | 1982 р.                      | к. і. н. П. І. Хавлюк   | №22822.05.1986 р.              |
| 7.  | 141         | Поселення трипільської культури                                                                   |                      | с. Завадівка      | IV-ІІІ тис. до н. е.                 | 1959 р.                      | к. і. н. П. І. Хавлюк   | №22822.05.1986 р.              |
| 8.  | 142         | Слов'янське поселення                                                                             |                      | с. Завадівка      | VI-VIII ст. ст. н.е.                 | 1959 р.                      | к. і. н. П. І. Хавлюк   | №22822.05.1986 р.              |
| 9.  | 453         | Поселення передскіфського періоду                                                                 |                      | с. Карабелівка    | VII-VI ст. ст. до н.е.               | 1983 р.                      | місцеві краєзнавці      | №9617.02.1983 р.               |
| 10. | 143         | Поселення черняхівської культури                                                                  |                      | с. Петрашівка     | II-IV ст. ст. н.е.                   | 1977 р.                      | к. і. н. П. І. Хавлюк   | №22822.05.1986 р.              |
| 11. |             | Багатошарове поселення доби неоліту, трипільської культури, доби бронзи та черняхівської культури |                      | с. Петрашівка     | V тис. до н. е. - II-IV ст. ст. н.е. | 2004 р.                      | к. і. н. Гаскевич Д. Л. | щойно виявлена                 |
| 12. | 144         | Поселення передскіфського періоду                                                                 |                      | с. Побірка        | VIII-VII ст. ст. до н.е.             | 1959 р.                      | к. і. н. П. І. Хавлюк   | №22822.05.1986 р.              |
| 13. | 145         | Поселення передскіфського періоду                                                                 |                      | с. Побірка        | VIII-VII ст. ст. до н.е.             | 1984 р.                      | к. і. н. П. І. Хавлюк   | №22822.05.1986 р.              |
| 14. | 146         | Поселення черняхівської культури                                                                  |                      | с. Побірка        | II-IV ст. ст. н.е.                   | 1984 р.                      | к. і. н. П. І. Хавлюк   | №22822.05.1986 р.              |
| 15. | 108         | Курган                                                                                            |                      | с. Погоріла       |                                      | 1983 р.                      | к. і. н. П. І. Хавлюк   | №22726.06.1987 р.              |
| 16. | 109         | Курган                                                                                            |                      | с. Пологи         |                                      | 1983 р.                      | к. і. н. П. І. Хавлюк   | №22726.06.1987 р               |
| 17. | 110         | Курган                                                                                            |                      | с. Пологи         |                                      | 1983 р.                      | к. і. н. П. І. Хавлюк   | №22726.06.1987 р               |
| 18. | 147         | Могильник курганний /2/                                                                           | 2                    | с. Пологи         |                                      | 1984 р.                      | к. і. н. П. І. Хавлюк   | №22822.05.1986 р.              |
| 19. |             | Поселення черняхівської культури                                                                  |                      | с. Пологи         | III-IV ст. ст. н.е.                  | 2011 р.                      | Потупчик М.Є.           | щойно виявлена                 |
| 20. | 148         | Могильник курганний /2/                                                                           | 2                    | с. Росоша         |                                      | 1984 р.                      | к. і. н. П. І. Хавлюк   | №22822.05.1986 р.              |
| 21. | 149         | Курган                                                                                            |                      | с. Росоша         |                                      | 1984 р.                      | к. і. н. П. І. Хавлюк   | №22822.05.1986 р.              |
| 22. | 111         | Курган                                                                                            |                      | с. Сокиряни       |                                      | 1983 р.                      | к. і. н. П. І. Хавлюк   | №22726.06.1987 р.              |
| 23. | 833         | Поселення трипільської культури                                                                   |                      | с. Стражгород     | IV-ІІІ тис. до н. е.                 | 1971 р.                      | місцеві краєзнавці      | №31310.06.1971 р.              |
| 24. | 112         | Курган                                                                                            |                      | с. Удич           |                                      | 1983 р.                      | к. і. н. П. І. Хавлюк   | №22726.06.1987 р.              |
| 25. | 115         | Могильник курганний                                                                               | 3                    | с. Удич           |                                      | 1983 р.                      | к. і. н. П. І. Хавлюк   | №22726.06.1987 р.              |
|     |             |                                                                                                   |                      |                   |                                      |                              |                         |                                |

## Джерело
- Пам'ятки Вінницької області